# Roberto Molina
Roberto Molina Carrasco (* 5. Juni 1960 in Arrecife) ist ein ehemaliger spanischer Segler.

## Erfolge
Roberto Molina nahm an den Olympischen Spielen 1984 in Los Angeles in der 470er Jolle teil. Gemeinsam mit Luis Doreste Blanco belegte er den ersten Platz vor Steve Benjamin und Chris Steinfeld sowie Thierry Peponnet und Luc Pillot. Sie wurden mit einer Gesamtpunktzahl von 33,7 Punkten Olympiasieger. Im Jahr darauf gewannen Molina und Doreste auch den Titel bei den Europameisterschaften.